# Hesperapis oraria
Hesperapis oraria là một loài ong trong họ Melittidae. Loài này được Snelling & Stage miêu tả khoa học đầu tiên năm 1997.